# جوان دبليو. بينيت
جوان دبليو. بينيت (بالإنجليزية: Joan W. Bennett)‏ هي عالمة وراثة أمريكية، ولدت في 15 سبتمبر 1942.